# Verdalen
Verdalen är en ort i Klepps kommun i Rogaland fylke i västra Norge. Orten ingår i den sammanväxta tätorten Kleppe/Verdalen och ligger vid fylkesväg 44, där denna möter fylkesväg 510.